# Schrödingers kat
Schrödingers kat is een gedachte-experiment uit de kwantummechanica. Het werd in 1935 bedacht door de natuurkundige Erwin Schrödinger, ter verkenning van de gevolgen van het niet-deterministische karakter van de kwantummechanica. In principe zou deze onbepaaldheid niet alleen geldig moeten zijn voor subatomaire deeltjes, maar ook voor macroscopische systemen. Die eigenschap levert een aantal vreemde resultaten op, en met zijn gedachte-experiment wilde Schrödinger de logische mogelijkheid van deze voorspelling onderzoeken.

## Achtergrond
Erwin Schrödinger is een van de wetenschappers die de aanzet gaven tot de kwantummechanica als model van het gedrag van het universum op subatomaire schaal. In 1926 publiceerde Werner Heisenberg zijn onzekerheidsrelatie, die impliceert dat je niet tegelijkertijd de exacte positie en de exacte snelheid van een gegeven deeltje kunt weten (omdat meting van de ene grootheid de andere grootheid verstoort). Daarmee kwam een einde aan het denkbeeld van natuurkundigen als Laplace, die dachten dat het mogelijk moest zijn een model van het universum te bouwen dat de toestand van het hele universum op ieder moment kon voorspellen.
Als vervangend model introduceerden de natuurkundigen Werner Heisenberg en Niels Bohr in 1927 de Kopenhaagse interpretatie van het kwantummechanische model, als uitbreiding op de waarschijnlijkheidsinterpretatie van Max Born, waarin ieder deeltje zich in een zogeheten kwantumtoestand bevindt. Een kwantumtoestand is een combinatie van positie en snelheid en is dus geen exacte beschrijving van het gedrag van het deeltje. Sterker nog, in de kwantummechanica is het ook niet mogelijk dergelijk gedrag exact te beschrijven - de kwantummechanica beschrijft het universum in termen van een gegeven begintoestand en de mogelijke toestanden waarin het universum zich vanuit die toestand verder ontwikkelt (waarbij voor iedere toestand een waarschijnlijkheid gegeven wordt).

### De kat

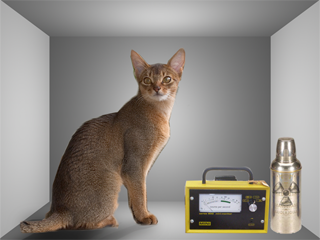
Visualisatie van het probleem

De kwantummechanica is sinds haar publicatie snel populair geworden, ook buiten het vakgebied waarin dit model ontwikkeld is. In de filosofie over natuurkunde heeft zich een aantal stromingen ontwikkeld aangaande ons begrip van het universum met behulp van kwantummechanica. Zo is er het idee dat het bestaan van een deeltje zelfs niet echt zeker is, totdat het geobserveerd wordt.
Tegen dit laatste beeld kwam Erwin Schrödinger zelf in hevig verzet. In een poging om de onzinnigheid van dit idee aan te tonen, stelde hij het volgende gedachte-experiment voor:
(Vertaling van de oorspronkelijke tekst van Schrödinger:) 
Een kat wordt in een stalen ruimte opgesloten, samen met de volgende helse machine (die men moet afschermen tegen direct ingrijpen van de kat): in een buisje zit een minuscule hoeveelheid van een radioactief element, zo weinig, dat gedurende een uur mogelijk een van de atomen vervalt, maar even waarschijnlijk ook niet. Vervalt een atoom, dan detecteert een geigerteller dat en laat via een relais een hamertje vallen, dat een flesje met blauwzuur stukslaat. Als men dit systeem een uur lang aan zichzelf heeft overgelaten, zal men zeggen dat de kat nog leeft als intussen geen atoom vervallen is. Het eerste atoom dat vervalt zou de kat vergiftigd hebben. De toestandsfunctie van het hele systeem zou dat zo uitdrukken, dat daarin de levende en de dode kat gelijktijdig gemengd voorkomen. Het kenmerkende aan zulke gevallen is, dat een oorspronkelijk tot atomair bereik beperkte onbepaaldheid zich vertaalt in grofzintuigelijke onbepaaldheid, waarover dan door directe waarneming beslist kan worden. 
Als het nu waar is dat een deeltje niet noodzakelijk bestaat tot het geobserveerd wordt, dan is het niet zeker of de hamer ooit kan vallen – wellicht moet hij vallen, wellicht kan hij vallen, wellicht kan hij niet vallen. Totdat de doos opengemaakt wordt, is het dus niet zeker wat er gebeurd is. De uitsmering van mogelijkheden over het veld der waarschijnlijkheid betekent dus dat zolang de doos dicht is, de kat tegelijkertijd zowel in leven als dood kan zijn. Zolang er geen observatie mogelijk is, is het niet anders te zeggen.
Volgens Schrödinger toonde dit aan dat bestaansonzekerheid niet zinnig is als gevolg van de kwantummechanica en dat de kwantummechanica op dit punt inherent een incorrect model is. Volgens anderen is het juist een illustratie van de onzekerheid die, als gevolg van de kwantummechanica, in het universum is ingebouwd. Sterker nog, vanuit Schrödingers gedachte-experiment is weer de vraag gerezen wanneer precies het kwantummechanische systeem met zijn ingebouwde onzekerheid overgaat in een deterministisch systeem waarin het lot van de kat exact bepaald is.
De beroemde fysicus Stephen Hawking zei eens: "Wanneer ik van Schrödingers kat hoor spreken, dan trek ik mijn revolver," waarbij hij zinspeelt op de beruchte uitspraak van de nazi-auteur Hanns Johst: "Wenn ich Kultur höre, entsichere ich meinen Browning!"
Het is namelijk zo dat Hawking, en vele andere natuurkundigen met hem, van mening zijn (of waren) dat in de Kopenhaagse interpretatie van de kwantummechanica er onverantwoord veel nadruk wordt gelegd op de rol van de waarnemer. Een definitieve consensus op dit punt onder de natuurkundigen lijkt nog buiten bereik te zijn.